# Hôtel Weiland
L' Hôtel Weiland est un hôtel particulier, situé au no 19 de la rue des Moissons à Reims. Il a été construit pour  Édouard Weiland (1841-1893) qui fut le fondé de pouvoir de la maison de champagne Piper & Cie de Reims.

## Histoire
L’Hôtel Weiland est un hôtel particulier, situé au no 19 de la rue des Moissons à Reims. Il a été construit pour  Édouard Weiland (1841-1893) qui fut le fondé de pouvoir de la maison de champagne Piper & Cie de Reims.

## Architecture
Cet hôtel est de style XVe siècle-XVIe siècle, en pierre, briques rouges et grises et des fenêtres munis de vitraux. La façade sur jardin est munie d’une tourelle. Il forme un U composé de deux pavillons réunis par une grille et le corps principal est précédé d'une petite cour.